# Ferrando Pérez de Tarazona
Ferrando Pérez de Tarazona (? - ?) va ser un cavaller del llinatge aragonès dels Tarazona. Parent de Pero Pérez de Tarazona, Justícia d'Aragó del 1208 al 1235. No es tenen dades sobre el seu matrimoni i descendents. Fou Justícia d'Aragó del 1235 al 1242.
| Ferrando Pérez de Tarazona Llinatge de Tarazona |                                                            |                         |
| Càrrec de govern                                |                                                            |                         |
| Precedit per: Pero Pérez de Tarazona            | Justícia d'Aragó (Llista de justícies d'Aragó) (1208-1235) | Succeït per: Pero Pérez |